# Magyar Családtörténeti Szemle

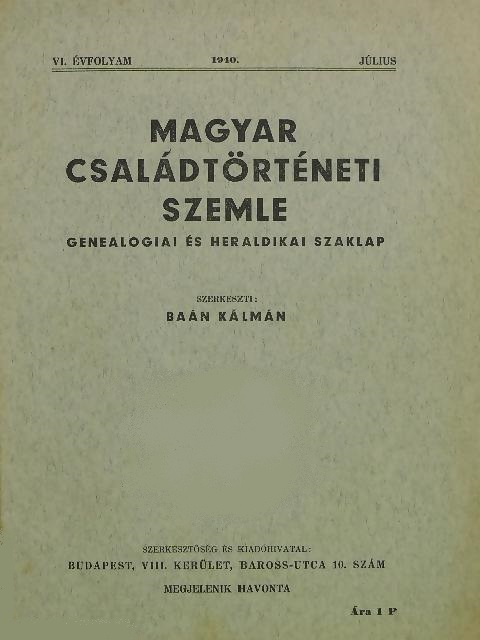
VI. évfolyam

A Magyar Családtörténeti Szemle genealógiai és heraldikai szaklap volt 1935-1944 között. A folyóirat felelős szerkesztője és kiadója Baán Kálmán volt. Célja az volt, hogy a család történetének megismerésén keresztül kiváltsa a történelmi múlt iránti érdeklődést. 
Család-, birtok-, település- és kultúrtörténeti témájú cikkeket, valamint forrásokat közölt, többek közt nemesi összeírásokat, életrajzi adatokat, címeresleveleket és címerpecséteket is ismertetett. Foglalkozott a kutatás módszereivel és a genealógia mint tudomány népszerűsítésével egyaránt.

## Szerzői
A Magyar Családtörténeti Szemle rendszeres szerzői közt volt Bartal Aurél, Boér Géza, Horánszky Pál, Kerekesházy József